# Catedral de San Juan Bautista (Charleston)
La Catedral de San Juan Bautista  (en inglés: Cathedral of Saint John the Baptist) es la iglesia madre de la diócesis de Charleston, que se encuentra en Charleston, Carolina del Sur al este de Estados Unidos. El Reverendísimo Robert E. Guglielmone, D. D., el decimotercer obispo de Charleston, fue ordenado e instalado el 25 de marzo de 2009.
La primera catedral de piedra rojiza fue construida en 1854 y llamada catedral de San Juan y San Finbar. Se quemó en un gran incendio en diciembre de 1861. La catedral fue reconstruida y reubatizada en honor de San Juan Bautista y se construyó sobre los cimientos de la estructura anterior. El Arquitecto Patrick Keely diseñado tanto la catedral original como su sustitución.
Los asientos de la catedral permiten dar cabida a 720 personas y se caracteriza por sus vidrieras de Franz Mayer & Co., las estaciones de la cruz, y la arquitectura neogótica pintada a mano. La primera piedra fue colocada en 1890, y la iglesia se abrió en 1907.

## Véase también

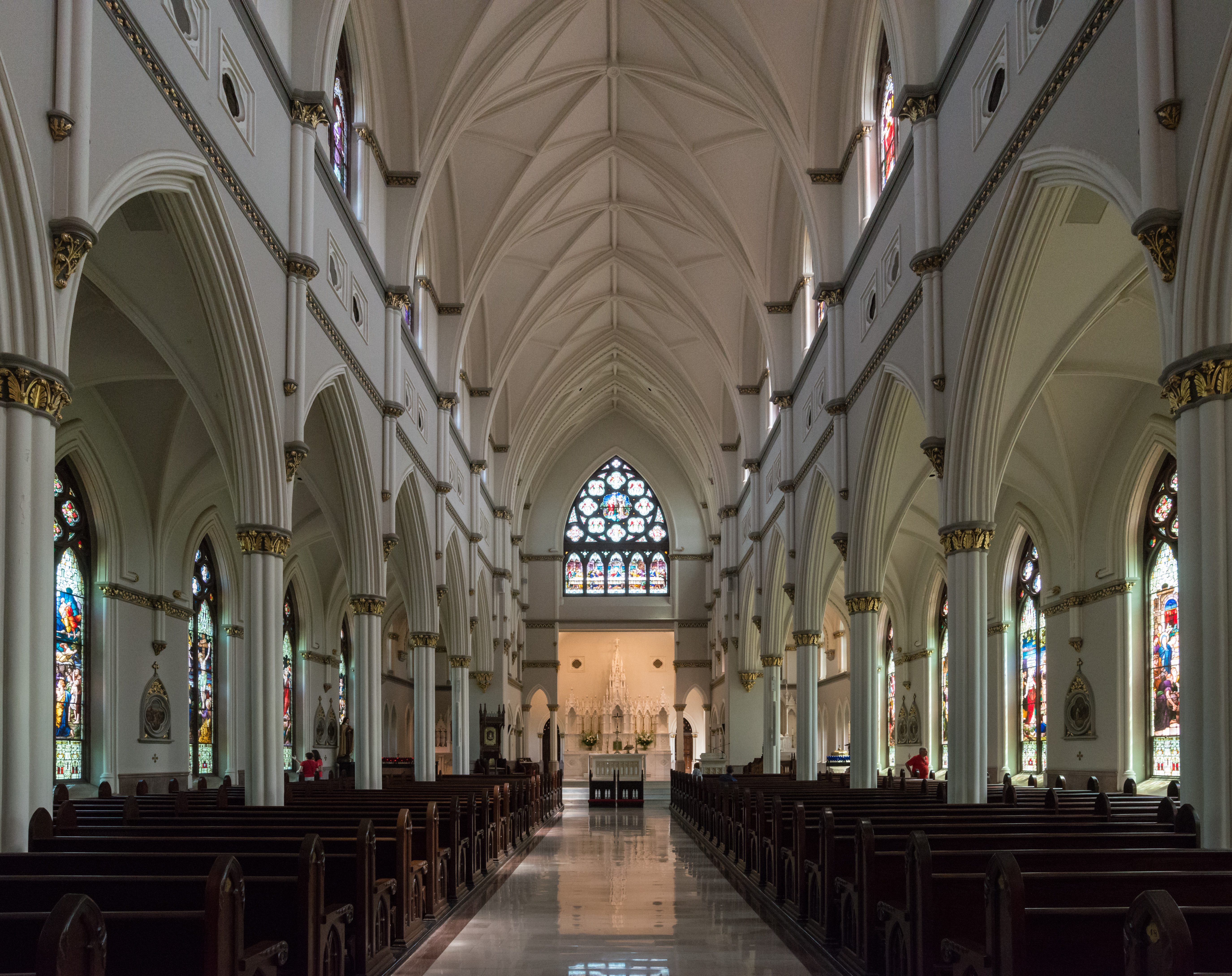
Vista interna